# ایلات (عکار)
ایلات (به عربی: إیلات) یک منطقهٔ مسکونی در لبنان است که در شهرستان عکار واقع شده‌است. ایلات ۴٫۰۱ کیلومتر مربع مساحت و ۸۳۲ نفر جمعیت دارد و ۳۵۰ متر بالاتر از سطح دریا واقع شده‌است.